# World Association of Girl Guides and Girl Scouts
World Association of Girl Guides and Girl Scouts (WAGGGS) is de op een na grootste scoutingwereldorganisatie en heeft haar hoofdkwartier in Londen. Het Europees bureau van de organisatie bevindt zich in Brussel. Van de WAGGGS zijn de nationale scoutingorganisaties lid die gestart zijn voor alleen meisjes en de nationale scoutingorganisaties die na een fusie gemengd van samenstelling zijn geworden. De laatste zijn vaak ook lid van de World Organization of the Scout Movement (WOSM). Het doel van de WAGGGS is op meisjes en vrouwen gerichte scouting. De WAGGGS heeft ongeveer 10 miljoen leden in bijna alle landen op de wereld.

## Oprichting

### Gidsenbeweging
Scouting voor Jongens bestond al sinds 1908 in het Verenigd Koninkrijk en spreidde zich uit over de wereld. Deze jongensscouts hielden in 1909 een bijeenkomst in het Verenigd Koninkrijk waarbij plotseling een groep meisjes zou zijn verschenen die zich 'Meisjesscouts' verklaarde. Naar aanleiding van deze bijeenkomst zou scoutingoprichter Robert Baden-Powell besloten hebben dat er een meisjestak van scouting moest komen.
Nog datzelfde jaar werd de Gidsenbeweging geïntroduceerd in het Verenigd Koninkrijk, de Gemenebestlanden, Finland en Denemarken. Een jaar later werd in het Verenigd Koninkrijk officieel de 'Girl Guide Association' opgericht onder leiding van de zus van Baden-Powell, Agnes Baden-Powell.
Rond 1912 waren er groepen in Ierland, Portugal en Noorwegen. In de Verenigde Staten was Juliette Low begonnen met 'Girl Scouts of the USA'.
Een internationale raad werd in 1919 gevormd en in 1920 kwamen de vertegenwoordigers van Girl Guiding en Girl Scouting in Engeland bij elkaar voor de eerste wereldconferentie. Het eerste wereldkamp werd gehouden in 1924 op 'Foxlease' in Lyndhurst. 1100 meisjes en jonge vrouwen uit 40 landen namen deel aan het kamp.

### WAGGGS
De World Association of Girl Guides and Girl Scouts werd opgericht tijdens de 5de wereldconferentie in Hongarije in 1928, op voorstel van de Nederlandse vrouw Wijnaendts Francken-Dyserinck. De 26 oprichtende landen van de WAGGGS zijn naast Nederland en België: Australië, Canada, Denemarken, Estland, Finland, Frankrijk, Hongarije, IJsland, India, Japan, Joegoslavië, Letland, Liberia, Litouwen, Luxemburg, Nieuw-Zeeland, Noorwegen, Polen, Tsjecho-Slowakije, het Verenigd Koninkrijk (en Noord-Ierland(, de Verenigde Staten, Zuid-Afrika, Zweden en Zwitserland.
Tijdens de 6de wereldconferentie van de WAGGGS in de jaren 30, op het buitencentrum Foxlease in Engeland, werd Lady Baden-Powell unaniem uitgeroepen tot World Chief Guide. Op 31 juli 1932 opende ze 'Our Chalet', het eerste internationale wereldcentrum van de WAGGGS. Lord Baden-Powell liet ter herinnering aan de schenkster, de Amerikaanse Helen Storrow, op de balken in de grote zaal de volgende tekst zetten: "Aan Helen Storrow dankt onze wereldbond dit Chalet tot bloei van de padvinderij en beter begrip tussen volkeren, juli 1932."

## Wereldcentra

De vijf WAGGGS regio's:
WAGGGS-Regio Europa
WAGGGS-Regio Arabië
WAGGGS-Regio Afrika
WAGGGS-Regio Azië Pacific
WAGGGS-Regio Westelijk Halfrond
Grijze gebieden zoals Cuba, Laos en Noord-Korea hebben geen Scouting

De WAGGGS heeft sinds de oprichting van het eerste internationale wereldcentrum nog vier wereldcentra opgericht die trainingsprogramma's, activiteiten en onderdak bieden aan meisjes, jonge vrouwen en leiders. De activiteiten zijn primair gericht op internationale vriendschap en samenwerking, persoonlijke ontwikkeling en leiderschapstraining, plezier en dienstbaarheid. De vijf wereldcentra zijn:
- 'Our Chalet', in Adelboden, Zwitserland; geopend in 1932.
- 'Pax Lodge', in Londen, Engeland; geopend in 1990. Een voorganger 'Our Ark' / 'Olave House' was geopend in 1937.
- 'Our Cabaña', in Cuernavaca, Mexico; geopend in 1957.
- 'Sangam', in Pune, Maharashtra, India; geopend in 1965.
- 'Kusafiri', roulerend centrum in Afrika sinds 2015.

In 2010 werd door de Afrikaanse regio een nieuw centrum geopperd dat een roulerend karakter moest krijgen. Het kreeg de naam 'Kusafiri', wat 'reizen' betekent in het Swahili, en de officiële opening werd aangekondigd in 2015. Het roulerende centrum staat voor een vaste periode op verschillende plaatsen met een bepaald Afrikaans thema. In de proefperiode vanaf 2012 waren de landenorganisaties van onder meer Ghana, Zuid-Afrika, Rwanda, Kenia, Nigeria en Benin betrokken.
Supranationaal: 

Confederation of European Scouts · Union Internationale des Guides et Scouts d'Europe  · International Scout and Guide Fellowship · Order of World Scouts · World Association of Girl Guides and Girl Scouts · World Federation of Independent Scouts · World Organization of Independent Scouts · World Organization of the Scout Movement
Nationaal: 

België · 
Nederland